# MV Agusta 500cc-racers
De MV Agusta 500cc-wegracers waren motorfietsen die het merk MV Agusta tussen 1950 en 1976 inzette in de 500cc-wegraces. 
Met deze machines werden 18 wereldtitels behaald. MV Agusta was van 1958 tot en met 1974 onafgebroken wereldkampioen 500 cc met de coureurs John Surtees, Gary Hocking, Mike Hailwood, Giacomo Agostini en Phil Read.

## Voorgeschiedenis
Piero Remor had al vóór de Tweede Wereldoorlog racemotoren ontwikkeld voor het merk Gilera. Naast een 500cc-viercilinder met compressor bouwde hij ook een 250cc-viercilinder. Daarop baseerde hij na de oorlog een nieuwe 500cc-machine, die in 1948 voor het eerst werd getest. Deze Gilera 500 4C presteerde niet goed, maar Remor weigerde veranderingen door te voeren en legde de schuld bij de coureurs. In 1949 werd hij door Giuseppe Gilera ontslagen. Piero Taruffi werd verantwoordelijk voor de ontwikkeling van de Gilera, die de meest succesvolle racemotor in de jaren vijftig werd. Piero Remor werd door graaf Domenico Agusta aangetrokken voor de ontwikkeling van de MV Agusta-racemotoren. Hij nam coureur Arciso Artesiani mee naar MV Agusta en ontwikkelde eerst de MV Agusta 125 Bialbero. Dat was nodig want MV Agusta had slechts een 125cc-tweetaktje waarmee men het niet kon opnemen tegen Mondial en Moto Morini. Op 1 mei 1950 kwam ook constructeur Arturo Magni naar MV Agusta en hij werd verantwoordelijk voor de verdere ontwikkeling van de racemotor. Magni had vanaf 1947 ook bij Gilera samengewerkt met Remor.

## MV Agusta 500 4C 1950-1966
Remor voorzag MV Agusta echter ook van een nieuwe 500cc viercilinder, de MV Agusta 500 4C(ilindri) (ook wel: MV Agusta 500 Bialbero Corsa). Van tekentafel tot testbaan kostte hem slechts 15 weken, maar dat was niet verwonderlijk omdat de motor vrijwel identiek was aan die van de Gilera 500 4C. Zo kwam het dat MV Agusta en Gilera met vrijwel dezelfde motorfietsen aan het WK van 1950 deelnamen, iets waar men bij Gilera allerminst gelukkig mee was.

### Techniek
Graaf Domenico Agusta gaf nooit technische gegevens van zijn machines vrij en personeel, technische staf en coureurs mochten daar ook niets over vertellen. Omdat een aantal nieuwere machines later via veilingen verkocht werden zijn daar wel gegevens van bekend, maar de machines uit de beginjaren blijven soms met raadsels omgeven. Zo zijn er verschillende inschattingen van de motorverhoudingen in 1950.
Het meest logisch is dat de MV Agusta 500 4C een boring/slagverhouding had van 52 × 58 mm (492,7 cc), identiek aan die van de Gilera 500 4C én van de MV Agusta 125 Bialbero, maar er wordt hier en daar ook melding gemaakt van een boring/slagverhouding van 54 × 54 mm (494,7 cc). In elk geval werd de verhouding in 1952 veranderd in 53 × 56 mm (494,2 cc). De vorm van de verbrandingsruimte was anders dan bij Gilera. Daar waren dakvormige ruimtes gebruikt om grote kleppen te kunnen monteren. De klephoek was niet minder dan 96°. Daardoor waren hoge zuigerkammen nodig om de tot een juiste compressieverhouding te komen. Die kammen op de zuigers hinderden echter de gasstromen en de ontsteking moest zeer vroeg staan om alle gassen te verbranden. Bij de eerste MV Agusta-motoren waren de klephoeken kleiner, slechts 45°. Deze machines hadden nog een voorontsteking van 50° en klepdiameters van 34 mm (inlaatklep) en 32 mm (uitlaatklep).
Remor stopte de machine vol met experimentele techniek, maar sommige zaken waren overduidelijk niet gunstig voor de prestaties. De trapeziumvork was nog vrij logisch, want in Italië was de telescoopvork nog niet in zwang. De machine had echter slechts twee carburateurs, die via Y-vormige spruitstukken elk twee cilinders moesten voeden. Er was cardanaandrijving toegepast, waardoor er geen smeerolie van de ketting op de achterband kon komen, maar die ook zorgde voor reacties bij het open en sluiten van het gas. Daar kwam nog bij dat het aanpassen van de gearing nu erg lastig was geworden. Bij een kettingaandrijving kon men immers simpel de kettingtandwielen vervangen. De coureurs moesten twee pedalen gebruiken om te schakelen: aan de ene kant opschakelen en aan de andere kant terugschakelen. Achter was een parallellogramvork gebruikt. Die zou nuttig zijn geweest om de kettingspanning constant te houden, maar was bij cardanaandrijving niet zinvol. De vork was voorzien van torsievering en wrijvingsdempers. Het frame was een dubbel wiegframe, waarvan het voorste deel was uitgevoerd met buizen, het achterste deel met geperst plaatwerk. Al vroeg in 1951, bij de TT van Man, had de machine veel veranderingen ondergaan. Er waren nu vier carburateurs, een telescoopvork aan de voorkant en hydraulische schokdempers aan de achterkant. Voor het seizoen 1952 veranderde Remor de aandrijflijn: de machine kreeg op aandringen van coureur Les Graham kettingaandrijving en een chroommolybdeen Earles voorvork. Na het vertrek van Piero Remor eind 1953 werd Arturo Magni hoofdverantwoordelijk voor de machines. Hij ontpopte zich als een uitstekend framebouwer, maar de technische ontwikkeling ging niet erg snel. John Surtees had echter het Featherbed frame van Norton ervaren en net als Geoff Duke bij Gilera wist hij ook Arturo Magni te overtuigen het frame te "Nortoniseren". Bovendien weigerde hij met de Earles voorvork te rijden en de MV Agusta kreeg een telescoopvork met buitenliggende schroefveren. De MV Agusta 500 leverde in 1956 ca. 65 pk bij 10.500 tpm en daarmee was de motor sterk genoeg om het op te nemen tegen de Gilera en ongeveer 15 pk sterker dan een Norton Manx. Aan het einde van zijn ontwikkeling in 1966 leverde de tweekleps-MV Agusta viercilinder 70 pk bij 11.000 tpm.
1950
Het team van MV Agusta ondernam in 1950 nog niet de verre reizen naar de Ulster Grand Prix en de TT van Man. In de Grand Prix van België werd Artesiani vijfde, in de TT van Assen viel hij uit, in de GP van Zwitserland werd hij twaalfde en in de GP des Nations in Monza werd hij derde. In het wereldkampioenschap werd Artesiani achtste. Voor een motorfiets die zo snel ontwikkeld was, was dat een uitstekend begin. In Assen werd ook een machine ter beschikking gesteld aan Reg Armstrong, maar die moest een bougie wisselen en werd slechts negende. Toen de machines ondanks hun inschrijving niet in Ulster verschenen hield Armstrong het echter voor gezien.
1951
In november 1950 kwam ex-wereldkampioen Les Graham over van AJS. Hij begon meteen veranderingen aan de machine voor te stellen. Er werden er ook wel een aantal toegepast, maar 1951 was geen succesjaar voor MV Agusta. Graham viel uit in de Senior TT en de Grand Prix van Zwitserland, waar Carlo Bandirola (overgekomen van Gilera) vierde werd. Dat was het beste resultaat van het hele jaar.
1952
In 1952 ging het beter met de MV Agusta's. Carlo Bandirola werd in de openingsrace in Zwitserland derde, terwijl Graham uitviel toen zijn machine na een pitstop niet meer wilde starten. Graham werd wel tweede in de Senior TT. Hij had zelfs aan de leiding gelegen, maar deed het in de laatste ronde iets te rustig aan, waardoor Reg Armstrong met een Norton Manx won (dat Armstrong sneller was kon Graham vanwege de interval-start niet weten). In de TT van Assen en de Belgische Grand Prix viel Graham uit, maar in de GP van Duitsland werd Graham vierde ondanks een pitstop. In de Ulster Grand Prix kreeg Bill Lomas naast Les Graham een MV Agusta. Graham moest de race afbreken toen het loopvlak van zijn achterband verdween, maar Lomas eindigde als derde. In de laatste twee GP's was de overwinning voor MV Agusta: Graham won de Grand Prix des Nations en de GP van Spanje, maar de tweede plaatsen van Umberto Masetti waren voldoende om de wereldtitel naar Gilera te brengen.
1953
De overwinningen in de laatste wedstrijden van 1952 gaven goede hoop voor het nieuwe seizoen, maar al in de openingsrace, de Senior TT, verongelukte Les Graham aan de voet van Bray Hill toen hij probeerde Geoff Duke (Gilera) bij te blijven. Graham was met zijn 43 jaar een vaderfiguur voor veel coureurs geworden en hij was een persoonlijke vriend van Domenico Agusta. Die trok zich het ongeluk zeer aan. Hij gelastte een uitgebreid onderzoek naar mogelijke oorzaken bij de motorfiets en trok het team voor de rest van het seizoen terug uit WK-races. Pas in Spanje kwam men weer aan de start: Carlo Bandirola werd tweede.
1954
In de TT van Man van 1954 verschenen Dickie Dale en Bill Lomas met MV's aan de start. Dale werd slechts 7e terwijl Lomas na drie ronden uitviel. In de rest van het seizoen scoorde Dale geen enkele podium. Pas in Spanje, toen de wereldtitel al beslist was en de andere teams niet verschenen, won Dale, terwijl Nello Pagani met een MV Agusta derde werd.
1955
Voor 1955 contracteerde graaf Agusta de jonge rijder Ray Amm, winnaar van de Senior TT van 1954. Amm zou echter nooit een Grand Prix voor MV Agusta rijden. Met Pasen reed het team op het Circuit van Imola de Coppa d'Oro Shell Race. In achtervolging op Ken Kavanagh met een Moto Guzzi verloor Ray Amm in de Rivazza bocht de controle over zijn MV Agusta 350 4C. Op de gladde baan crashte hij en onderweg naar het ziekenhuis overleed hij aan zijn verwondingen. Umberto Masetti kwam over van Gilera om Carlo Bandirola te ondersteunen. In Spanje werd Bandirola tweede en Masetti derde. De Gilera-rijders Geoff Duke, Reg Armstrong en Giuseppe Colnago maakten echter de dienst uit en pas in de laatste race in Monza wist Masetti te winnen. Tijdens de TT van Assen gebeurde er iets waardoor de wereldtitel van 1956 feitelijk werd beslist: de coureurs van het Gilera-team bemiddelden tussen de organisatie van de TT en de privérijders die ontevreden waren over de omstandigheden in het rennerskwartier en de startgelden. Dat verstoorde het feest van de opening van het nieuwe TT Circuit. De organisatie wist bij de FIM te bewerkstelligen dat de Gilera-coureurs in 1956 een half seizoen werden geschorst.
1956
MV Agusta trok in 1956 John Surtees aan. De 22-jarige Surtees had in 1955 van Norton-manager Joe Craig een fabrieksmachine gekregen waarmee hij op Brands Hatch Geoff Duke had verslagen. Norton stopte na 1955 met de race-activiteiten en voor Surtees lag daar dus geen toekomst. Zonder tegenstand van fabrieks-Nortons en in de eerste seizoenshelft ook van de Gilera's, won Surtees de eerste drie GP's. Daarmee was de eerste wereldtitel van MV Agusta zeker. Surtees brak zijn arm in Duitsland en verscheen niet meer op de circuits. In Duitsland stelde Gilera meteen weer orde op zaken: Reg Armstrong en Pierre Monneret werden eerste en derde.
1957
In 1957 waren de verwachtingen hoog. Het moest een spannend seizoen worden, want Gilera was weer op volle sterkte met rijders als Geoff Duke, Libero Liberati en Bob McIntyre, terwijl voor MV Agusta Surtees en Terry Shepherd aan de start kwamen (Umberto Masetti startte alleen in Monza). In Duitsland viel Surtees uit, terwijl Shepherd slechts vijfde werd. Bij de Senior TT maakte Surtees een vergissing. Hij vertrouwde het weer niet en besloot zonder de zijwindgevoelige druppelstroomlijn te rijden. McIntyre gokte op goed weer en gebruikte de stroomlijn wel. Dat werkte: hij werd de eerste coureur in de geschiedenis die de magische "ton" (100 mijl per uur gemiddeld) reed en finishte twee minuten vóór Surtees. Liberati had al in Duitsland gewonnen maar was zoals gebruikelijk niet naar het eiland Man gegaan. In de rest van het seizoen zette Gilera echter alle kaarten op Liberati, die in Assen tweede werd maar daarna nog twee GP's won. In België won Liberati ook, maar daar werd hij gediskwalificeerd. Surtees werd in België tot winnaar uitgeroepen, maar viel in 1957 drie keer uit en moest zich tevreden stellen met de derde plaats in het kampioenschap.
1958
Eind 1957 maakten de grote Italiaanse merken Gilera, FB Mondial, Moto Guzzi en MV Agusta bekend de race-activiteiten te zullen beëindigen. De hoge kosten stonden niet in verhouding tot de verkopen en de sport werd veel te duur. Toch kwam graaf Agusta op dit besluit terug. Het ontbreken van de concurrenten (BMW, NSU en Norton waren al jaren eerder gestopt) betekende feitelijk dat de ontwikkeling van de zescilinder niet meer nodig was en dat MV Agusta zonder grote problemen kon grossieren in wereldtitels. Dat gebeurde ook: MV Agusta haalde acht wereldtitels binnen: individuele- én constructeurstitels in de 125-, 250-, 350- en 500cc-klasse. John Surtees won zes van de zeven 500cc-GP's, want hij startte niet in de Grand Prix van Zweden. Wellicht als aardigheidje mocht John Hartle in Italië trainen met de zescilinder, maar hij wist zich niet te kwalificeren voor de race.
1959
In 1959 ging het zo mogelijk nog beter, want Surtees startte dit keer in de 500- en de 350cc-klassen in alle wedstrijden en won ze ook allemaal. In de 500cc-klasse werd zijn teamgenoot Remo Venturi tweede in de eindstand.
1960
John Hartle reed in 1960 alleen op de 350cc-MV's, met uitzondering van de Senior TT, waar hij vanwege zijn kennis van het circuit de 500cc-machine van Venturi mocht rijden. Surtees won weer alle wedstrijden, behalve de TT van Assen. Daar viel hij uit en won Remo Venturi. MV werd weer wereldkampioen in alle soloklassen, maar aan het einde van het seizoen beëndigde John Surtees zijn carrière om die verder de zetten als autocoureur.
1961
Gary Hocking was in 1960 met MV Agusta's tweede geworden in de 125-, 250- en 350cc-klassen en was dus een goede vervanger voor John Surtees. Officieel reed hij echter als privérijder met de MV Agusta's, waardoor op de stroomlijnkuip "MV PRIVAT" kwam te staan. Hij won de eerste twee GP's (Duitsland en Frankrijk) maar viel in de Senior TT uit toen zijn gas bleef hangen, wat zelfs na een pitstop niet verholpen bleek te zijn. Daarna won hij in Assen, België en de DDR. Graaf Agusta nodigde voor de Grand Prix des Nations Mike Hailwood uit. Die was echter niet van plan om tweede viool te spelen. In het hevige gevecht met Hocking viel die laatste, waardoor Mike Hailwood won. In Zweden werden Hocking en Hailwood eerste en tweede en het team reisde niet af naar de Grand Prix van Argentinië. Hocking werd wereldkampioen en Hailwood eindigde als tweede in het wereldkampioenschap.
1962
Hocking zat bij MV Agusta na de strijd die hij moest leveren met Hailwood niet lekker in zijn vel, zeker niet toen Hailwood een contract voor 1962 kreeg. Hocking reed nog op het eiland Man, werd tweede in de Junior TT en won de Senior TT, maar toen zijn vriend Tom Phillis in de Junior TT verongelukte stapte hij voorgoed uit de motorsport. Hailwood won alle andere wedstrijden (behalve Finland en Argentinië waar men weer niet naartoe ging) en werd wereldkampioen 500 cc.
1963
Ook in 1963 was Hailwood met de MV Agusta oppermachtig. De verouderde Britse eencilinders van Norton en Matchless konden geen partij bieden aan de Italiaanse machines. Toch leek er een nieuwe "oude" concurrent op te staan. Geoff Duke had Gilera weten te overtuigen hem voor zijn Scuderia Duke de zes jaar oude Gilera 500 4C's ter beschikking te stellen en daarmee won John Hartle de TT van Assen nadat Hailwood was uitgevallen. Hartle werd met de Gilera derde in het WK, Phil Read vierde. Daaruit bleek wel hoe goed die machine ooit gebouwd was, maar na dit jaar kwam de Gilera nog slechts sporadisch aan de start.
1964
Het wereldkampioenschap wegrace van 1964 verliep probleemloos voor MV Agusta. Toen Hailwood de eerste zes GP's had gewonnen was de titel veilig en men ging niet naar de Ulster Grand Prix en de Grand Prix van Finland. In Monza kon MV Agusta natuurlijk niet wegblijven en Hailwood won hier ook.
1965
In 1964 had graaf Agusta zijn oog laten vallen op een jonge Italiaan: Giacomo Agostini presteerde goed met zijn Moto Morini en werd in het team van MV Agusta opgenomen. Hij was duidelijk nog niet opgewassen tegen Hailwood, die bijna alle GP's won en niet zelden het hele veld (behalve Agostini) op een ronde zette. MV Agusta stuurde Agostini echter naar Finland omdat hij nog kans maakte op de 350cc-titel en de leider in het kampioenschap, Jim Redman (Honda) kon niet starten vanwege een gebroken sleutelbeen. Ago startte ook in de Finse 500cc-race die hij won.

## MV Agusta 500 3C 1966-1973
In 1966 verscheen de driecilinder voor het eerst op de circuit. De machine was gebaseerd op de MV Agusta 350 3C die al in 1965 was verschenen. Graaf Agusta wilde per se een 350cc-driecilinder, omdat hij onder de indruk was geraakt van de driecilinder tweetakt DKW RM 350. Arturo Magni en ontwerper Mario Rossi probeerden hem van idee af te brengen, maar de graaf volhardde. Hij werd zelfs kwaad en stelde voor een extra cilinder aan de MV Agusta 250 Bicilindrica te maken.  Toen de driecilinder klaar leek werd Graaf Agusta opnieuw boos omdat er maar twee kleppen per cilinder gebruikt waren. Binnen een week moesten de technici de motor ombouwen naar vier kleppen per cilinder en dat leverde meteen 6 extra pk's op. In 1966 kwam er een 420cc-versie voor de 500cc-klasse. De motor viel op door de grote carterpan en de oliekoeler in de stroomlijnkuip om te voorkomen dat de motor te warm werd. De 420cc-machine kwam slechts sporadisch op de baan en werd in 1967 vervangen door een volwaardige 500cc-machine. De driecilinder werd in 1973 alweer vervangen door een nieuwe viercilinder.
1966
Met Hailwood op de Honda RC 181 kreeg MV Agusta voor het eerst sinds 1958 een sterke tegenstander, maar Honda wedde op twee paarden: Jim Redman werd eerste rijder en Hailwood moest in de eerste GP zelfs zijn machine aan Redman afstaan. Door valpartijen en tegenslagen kon Hailwood pas in de vierde Grand Prix, die van Tsjecho-Slowakije, zijn eerste punten pakken. Redman brak bij de TT van Assen een arm en was uitgeschakeld. In die race kwam Agostini aan de start met een nieuwe machine, de driecilinder MV Agusta 500 3C, die toen nog niet meer dan een tot 420 cc opgeboorde MV Agusta 350 3C was. In de DDR vielen zowel Hailwood als Agostini uit. Agostini vernielde zijn nieuwe driecilinder bij een valpartij en moest daarna weer teruggrijpen op de oude MV Agusta 500 4C. Drie wedstrijden voor het einde van het seizoen konden Redman, Hailwood en Agostini nog wereldkampioen worden. Hailwood won er twee, maar in Monza moesten zijn monteurs uit twee kapotte Honda's één goede bouwen, waardoor tijd voor een goede afstelling ontbrak. Hailwood viel uit en Agostini werd wereldkampioen 500 cc. Dat deed hij weer met de driecilinder, die inmiddels 500 cc mat. 
1967
Het seizoen 1967 was erg spannend. Agostini en Hailwood wonnen hun wedstrijden zo ongeveer beurtelings en pas in de voorlaatste race in Monza stelde Agostini de wereldtitel bijna zeker: in de Grand Prix van Canada hoefde hij slechts 1 punt te scoren. Hij werd achter Hailwood tweede en daardoor wereldkampioen. 
1968
In 1968 stopte Honda met wegraces, waarvan Mike Hailwood het slachtoffer werd, want zijn contract liep door en daardoor kon hij in de Grands Prix niet met andere motorfietsen starten. De tegenstand moest komen van allerlei kleine teams die eigen motorfietsen maakten, zoals Paton en Linto, of die Britse eencilinders verbeterden, zoals Seeley en Rickman Métisse. Agostini had er geen moeite mee. Hij won alle 500cc-Grands Prix en werd opnieuw wereldkampioen. 
1969
Het seizoen 1969 begon weer met een overmacht van Giacomo Agostini. In de eerste wedstrijden reed hij het hele startveld op een ronde (in de Grand Prix van Spanje zelfs na een slechte start én een val) of, waar dat niet kon, op een enorme achterstand. De Snaefell Mountain Course was 60 kilometer lang en daar deed Ago het al rustig aan, maar zijn 9 minuten voorsprong hadden op een gemiddeld circuit zelfs 2 à 3 ronden betekend. Op het 14 kilometer lange Circuit Spa-Francorchamps bleef alleen Percy Tait in dezelfde ronde. Het Italiaanse publiek kon Agostini echter niet toejuichen. Graaf Agusta had zijn eigen loge op Monza, maar de Grand Prix was verplaatst naar Imola. Dat zinde de graaf niet en hij liet de MV Agusta's op stal staan. Het team ging ook niet naar de Grand Prix van de Adriatische Zee. 
1970
In 1970 waren de tweetaktmotoren duidelijk in opkomst, maar het waren toen nog niet de sterke fabrieksmachines die later zo belangrijk werden. Nu waren het nog raceversies van de Kawasaki H 1 500 Mach III en opgeboorde Yamaha TR 2's. De Yamaha's waren echter te licht, slechts ca. 351 cc, terwijl de Kawasaki's veel brandstof verbruikten en vaak tussendoor moesten bijtanken. Agostini won zonder problemen tien Grands Prix en de laatste mocht zijn nieuwe teamgenoot Angelo Bergamonti winnen. 
1971
Het seizoen 1971 begon voor MV Agusta in mineur, toen Angelo Bergamonti tijdens de voorjaarsrace in Riccione verongelukte. Agostini won in 1971 de eerste acht GP's. De Senior TT leverde hem zijn 75e GP-overwinning op en in de DDR won hij zijn 80e, waardoor hij een nieuw record vestigde. Hij ging niet naar Ulster, maar de MV Agusta-motorfietsen waren daar wel. De onlusten in Noord-Ierland waren waarschijnlijk de reden dat Ago, toch al wereldkampioen, verstek liet gaan. In Monza ging zijn driecilinder voor het eerst stuk, maar nu had Alberto Pagani ook een MV Agusta en hij won de race. MV Agusta liet de Spaanse Grand Prix weer schieten.
1972
Na het overlijden van Bergamonti kreeg Agostini in 1972 een andere teamgenoot: Alberto Pagani, de zoon van oud-coureur Nello Pagani. Alberto moest zich het hele seizoen tevreden stellen met tweede plaatsen achter Agostini, behalve in de Grand Prix van Joegoslavië, waar Agostini uitviel. Toen Gilberto Parlotti, een persoonlijke vriend van Giacomo Agostini, tijdens de Lightweight 125 cc TT verongelukte, was voor veel rijders de maat vol. Het team van MV Agusta besloot nooit meer naar het eiland Man af te reizen en in oktober 1972 tekenden de Italiaanse merken Aermacchi-Harley-Davidson, Benelli, Ducati, Morbidelli, Moto Villa en MV Agusta en petitie van Walter Bergonzini om de Isle of Man TT van de WK-kalender te schrappen. De Italiaanse bond distantieerde zich hiervan, zodat er op het FIM-congres van 1972 niet eens over gesproken werd, maar de TT van Man zou nooit meer topcoureurs uit het WK-veld aan de start krijgen.

## MV Agusta 500 4C 1973-1976
De nieuwe viercilinder MV Agusta debuteerde in 1973. Ten opzichte van de oude viercilinder was het vermogen van 92 pk een flinke vooruitgang, maar de motor mat toen hij debuteerde nog slechts 430 cc en was dus opnieuw een opgeboorde 350 cc-machine. Zo werd er in het jaar 1973 mee gereden, maar in 1974 werd de cilinderinhoud op 496,7 cc gebracht. 

### Techniek
Bij aanvang had de motor nog een klephoek van 45°, maar later werd dit teruggebracht tot 42° en in 1975 zelfs tot slechts 35°. De motor woog nog slechts 55 kg en was 38 cm breed, terwijl de oude viercilinder 70 kg woog en 45 cm breed was. In de laatste versie werden bronzen verbrandingskamers gebruikt, die niet vervormden bij hoge temperaturen. De machine kreeg gietwielen en schijfremmen en weer een volledig gesloten dubbel wiegframe dat was opgebouwd uit chroommolybdeen buizen. In 1975 experimenteerde men op de machine van Phil Read met monovering, maar de demping werd nog steeds verzorgd door hydraulische schokdempers aan weerszijden van het achterwiel. De vermogensopgave verschilde nogal in verschillende publicaties. Het hoogste opgegeven vermogen was 102 pk bij 14.000 tpm, maar het probleem voor MV Agusta was de geluidseis van de FIM in 1976: de motor mocht slechts 113 dB(A) produceren en door de uitlaatdempers werd het vermogen veel lager. In race-uitvoering mét gedempte uitlaten leverde de machine in zijn laatste uitvoering 98 pk bij 14.000 tpm. 
1973
In 1973 werd de nieuwe viercilinder geïntroduceerd, maar de machine, die toen nog maar 430 cc mat (als opgeboorde 350cc-viercilinder) was nog erg onbetrouwbaar, zodat er nog vaak werd teruggegrepen naar de driecilinder. Het werd een moeilijk jaar voor MV Agusta en vooral voor Giacomo Agostini. Men had Phil Read als "tweede rijder" aangetrokken, maar die schikte zich niet in die rol. Bovendien verscheen de viercilinder tweetakt Yamaha TZ 500, waarmee Jarno Saarinen de eerste twee GP's wist te winnen. Agostini vertrouwde nog op de driecilinder, maar in de eerste race werd hij al verslagen door Read met de viercilinder. In de GP van Duitsland won Read nadat Saarinen en Kanaya (beiden Yamaha) en Agostini uitgevallen waren. Na het dodelijke ongeluk in Monza, waarbij Saarinen en Renzo Pasolini om het leven kwamen, werd de 500 cc-race geschrapt en trok Yamaha zich voor de rest van het seizoen terug. Zoals afgesproken bleef de hele wereldtop weg bij de Isle of Man TT, waardoor de volgende race in Joegoslavië zou zijn. Door een omstreden beslissing van teamchef Magni mochten de MV-coureurs echter niet rijden. Hij was niet overtuigd van de veiligheid van de baan, die nota bene door een delegatie van vier coureurs, waaronder Agostini, was goedgekeurd. In de TT van Assen viel Agostini opnieuw uit en Read won. Toen Agostini in België en Tsjecho-Slowakije won was dat voor Read geen ramp, want hij had een comfortabele puntenvoorsprong en Ago stond zelfs nog achter Kim Newcombe en Jack Findlay in de ranglijst. Read werd in de Grand Prix van Zweden definitief wereldkampioen. Hij had het grootste deel van het seizoen met de nieuwe viercilinder gereden. 
1974
De viercilinder was een stuk moderner dan de driecilinder, maar in 1974 was de concurrentie veel groter. Yamaha had nu de vernieuwde YZR 500 fabrieksracer, maar er verschenen ook een hele vloot TZ 500 productieracers. Bovendien kwamen Barry Sheene, Paul Smart en Jack Findlay met de nieuwe Suzuki RG 500 aan de start. Agostini was overgestapt naar Yamaha en voor MV Agusta traden Phil Read en Gianfranco Bonera aan. Bonera was echter vooral verantwoordelijk voor het binnenhalen van de Italiaanse kampioenstitel. Al vroeg in het seizoen stopte MV Agusta met de 350cc-klasse, waardoor ze zich volledig op de 500cc-klasse konden concentreren. Dat alles resulteerde in de Franse GP voor het eerst sinds jaren in een strijd tussen drie merken, die na het uitvallen van Agostini gewonnen werd door Phil Read. De topcoureurs boycotten de Grand Prix van Duitsland. In Assen stonden drie merken op de eerste startrij: Yamaha (Teuvo Länsivuori en Giacomo Agostini), MV Agusta (Phil Read) en Suzuki (Barry Sheene). Agostini won deze race, maar in België werd hij weer tweede achter Read. Daar reed hij met een vernieuwde YZR 500, maar de MV Agusta was nu ook nieuw en had eindelijk een volwaardige 500cc-motor. Door valpartijen in Zweden verspeelden Agostini en Sheene hun kansen op de wereldtitel. Phil Read werd daar tweede, maar toen hij de Grand Prix van Finland won was de wereldtitel voor MV Agusta weer binnen. Bonera eindigde zelfs als tweede in de eindstand van het wereldkampioenschap. 
1975
De eerste twee plaatsen in het wereldkampioenschap konden niet verhullen dat de tegenstand voor de MV Agusta's steeds sterker werd. Men maakte zich bij de FIM dan ook sterk voor lange races. Dan moesten de tweetakten zeker tankstops maken of grotere, zwaardere tanks monteren en dat was in het voordeel van de MV Agusta viertakten. Bovendien rommelde het in het team. Read was helemaal niet tevreden over de wegligging van de viercilinders en Gianfranco Bonera brak in het voorseizoen een been waardoor hij vervangen moest worden door Armando Toracca. Giacomo Agostini zocht juist weer toenadering tot het MV-team, maar was nog in dienst van Yamaha. Toracca voelde zich kennelijk ook geen "tweede rijder", want hij dwong Read al in de openingsrace te vechten om de derde plaats, waardoor ze samen veel tijd verloren op Agostini en Kanaya met hun Yamaha's. In Oostenrijk werd Read slechts derde achter Kanaya en Länsivuori (Suzuki). Op het circuit van Hockenheim kwam het op pure snelheid aan en daardoor kon Read het gevecht aangaan met Agostini, maar die won ten slotte toch. In Imola was Read weer kansloos tegen Agostini en in Assen werd hij slechts derde. In België kwam het weer op snelheid aan en die had de MV Agusta van Read wel. Bovendien viel Agostini uit, net als de inmiddels fitte Bonera en Barry Sheene. Read werd in Zweden tweede achter Sheene maar in Finland viel hij uit. Daardoor was de wereldtitelstrijd bij de start van de laatste GP (Tsjecho-Slowakije) nog open. Agostini moest hier inderdaad een tankstop maken en Read won de race, maar de tweede plaats van Agostini was genoeg voor de wereldtitel van Yamaha. 
1976
In 1976 kwam Agostini terug naar MV Agusta, maar hij kreeg geen echt fabriekscontract. De MV Agusta's werden geleverd aan het "Marlboro-Api Racing Team", maar de volledige ploeg fabrieksmonteurs was meestal wel in het rennerskwartier te vinden. De FIM introduceerde de nieuwe geluidsnorm van 113 dB(A) en daar konden de MV-viertakten nauwelijks aan voldoen. Voor de 500cc-machine was dat niet zo'n probleem, want die zette Agostini al na twee wedstrijden aan de kant om een Suzuki RG 500 aan te schaffen. Pas in de laatste race in Duitsland verscheen de MV Agusta weer aan de start, nu uitgerust met lichtere zuigers en een lichtere krukas. Nu won Agostini de race ermee, met overmacht zelfs. Toch maakte MV Agusta aan het einde van het jaar bekend te zullen stoppen met wegraces.

## Prototypen

### MV Agusta 500 6C 1957-1958
De viercilinder MV Agusta bleef in 1957 kansloos tegen de Gilera's en in de laatste race van 1957 in Monza verscheen Nello Pagani met een geheel nieuwe machine: een zescilinder lijnmotor. MV Agusta bouwde de motor als antwoord op de Moto Guzzi Otto Cilindri. De machine leverde genoeg vermogen, maar dit woog niet op tegen het extra gewicht. Pagani startte niet met de machine in de race. Toen Moto Guzzi en Gilera zich terugtrokken uit de wegrace was doorontwikkeling van de zescilinder niet meer nodig. Van de MV Agusta 500 6C werd slechts één exemplaar gebouwd.

#### Techniek
De luchtgekoelde zescilinder had nog steeds dubbele bovenliggende nokkenassen en een dubbel wiegframe waarvan de onderste buizen demontabel waren om het motorblok makkelijk te kunnen uitbouwen. Hij leverde ongeveer 75 pk bij 15.000 tpm en woog 145 kg.

### MV Agusta 500 4C Boxer 1975-1976
In 1975 begon Arturo Magni samen met de technici Mazza en Bocchi te werken aan een heel nieuwe motor. Bocchi kwam van Ferrari en construceerde een viercilinder boxermotor met waterkoeling. De motor kwam het prototypestadium niet te boven en werd zelfs nooit op een circuit getest. Toch was het mogelijk de reden dat Giacomo Agostini in 1976 terugkeerde naar MV Agusta. Hij zette de 500 4C lijnmotor al snel aan de kant om het seizoen voort te zetten met een Suzuki RG 500, in afwachting van de nieuwe motor. De cilindermaten (boring en slag) waren gelijk aan die van de lijnmotor en de motor leverde al meteen een overeenkomstig vermogen van 106 à 108 pk (zonder geluidsdemping). Het was een dwarsgeplaatste motor, met twee cilinders aan de voorkant en twee aan de achterkant. In 1977 werd de motor in een frame gefotografeerd, maar rijklaar was deze motorfiets zeker niet.

## Technische gegevens MV Agusta 500 4C
| MV Agusta 500 4C       | 1950                                   | 1951                                       | 1952                                                    | 1953                                                    | 1954                                                    | 1955                                                    | 1956                                        | 1957                                        | 1958                                        | 1959                                        | 1960                                        | 1961                                        | 1962                                        | 1963                                        | 1964                                        | 1965                                        | 1966                                        | 500 3C                                                  | 1973-1974                                               | 1974                                                    | 1975                                                    | 1976          |
| ---------------------- | -------------------------------------- | ------------------------------------------ | ------------------------------------------------------- | ------------------------------------------------------- | ------------------------------------------------------- | ------------------------------------------------------- | ------------------------------------------- | ------------------------------------------- | ------------------------------------------- | ------------------------------------------- | ------------------------------------------- | ------------------------------------------- | ------------------------------------------- | ------------------------------------------- | ------------------------------------------- | ------------------------------------------- | ------------------------------------------- | ------------------------------------------------------- | ------------------------------------------------------- | ------------------------------------------------------- | ------------------------------------------------------- | ------------- |
| Categorie              | Fabrieksracer                          | Fabrieksracer                              | Fabrieksracer                                           | Fabrieksracer                                           | Fabrieksracer                                           | Fabrieksracer                                           | Fabrieksracer                               | Fabrieksracer                               | Fabrieksracer                               | Fabrieksracer                               | Fabrieksracer                               | Fabrieksracer                               | Fabrieksracer                               | Fabrieksracer                               | Fabrieksracer                               | Fabrieksracer                               | Fabrieksracer                               |                                                         | Fabrieksracer                                           | Fabrieksracer                                           | Fabrieksracer                                           | Fabrieksracer |
| Motortype              | DOHC met twee kleppen per cilinder     | DOHC met twee kleppen per cilinder         | DOHC met twee kleppen per cilinder                      | DOHC met twee kleppen per cilinder                      | DOHC met twee kleppen per cilinder                      | DOHC met twee kleppen per cilinder                      | DOHC met twee kleppen per cilinder          | DOHC met twee kleppen per cilinder          | DOHC met twee kleppen per cilinder          | DOHC met twee kleppen per cilinder          | DOHC met twee kleppen per cilinder          | DOHC met twee kleppen per cilinder          | DOHC met twee kleppen per cilinder          | DOHC met twee kleppen per cilinder          | DOHC met twee kleppen per cilinder          | DOHC met twee kleppen per cilinder          | DOHC met twee kleppen per cilinder          | DOHC met vier kleppen per cilinder                      | DOHC met vier kleppen per cilinder                      | DOHC met vier kleppen per cilinder                      | DOHC met vier kleppen per cilinder                      |               |
| Bouwwijze              | Dwarsgeplaatste viercilinder lijnmotor | Dwarsgeplaatste viercilinder lijnmotor     | Dwarsgeplaatste viercilinder lijnmotor                  | Dwarsgeplaatste viercilinder lijnmotor                  | Dwarsgeplaatste viercilinder lijnmotor                  | Dwarsgeplaatste viercilinder lijnmotor                  | Dwarsgeplaatste viercilinder lijnmotor      | Dwarsgeplaatste viercilinder lijnmotor      | Dwarsgeplaatste viercilinder lijnmotor      | Dwarsgeplaatste viercilinder lijnmotor      | Dwarsgeplaatste viercilinder lijnmotor      | Dwarsgeplaatste viercilinder lijnmotor      | Dwarsgeplaatste viercilinder lijnmotor      | Dwarsgeplaatste viercilinder lijnmotor      | Dwarsgeplaatste viercilinder lijnmotor      | Dwarsgeplaatste viercilinder lijnmotor      | Dwarsgeplaatste viercilinder lijnmotor      | Dwarsgeplaatste viercilinder lijnmotor                  | Dwarsgeplaatste viercilinder lijnmotor                  | Dwarsgeplaatste viercilinder lijnmotor                  | Dwarsgeplaatste viercilinder lijnmotor                  |               |
| Koeling                | Lucht                                  | Lucht                                      | Lucht                                                   | Lucht                                                   | Lucht                                                   | Lucht                                                   | Lucht                                       | Lucht                                       | Lucht                                       | Lucht                                       | Lucht                                       | Lucht                                       | Lucht                                       | Lucht                                       | Lucht                                       | Lucht                                       | Lucht                                       | Lucht                                                   | Lucht                                                   | Lucht                                                   | Lucht                                                   |               |
| boring                 | 54 mm of 52 mm                         | 54 mm of 52 mm                             | 53 mm                                                   | 53 mm                                                   | 53 mm                                                   | 53 mm                                                   | 53 mm                                       | 53 mm                                       | 53 mm                                       | 53 mm                                       | 53 mm                                       | 53 mm                                       | 53 mm                                       | 53 mm                                       | 53 mm                                       | 53 mm                                       | 53 mm                                       | 56 mm                                                   | 57 mm                                                   | 57 mm                                                   | 57 mm                                                   |               |
| slag                   | 54 mm of 58 mm                         | 54 mm of 58 mm                             | 56 mm                                                   | 56 mm                                                   | 56 mm                                                   | 56 mm                                                   | 56 mm                                       | 56 mm                                       | 56 mm                                       | 56 mm                                       | 56 mm                                       | 56 mm                                       | 56 mm                                       | 56 mm                                       | 56 mm                                       | 56 mm                                       | 56 mm                                       | 44 mm                                                   | 49 mm                                                   | 49 mm                                                   | 49 mm                                                   |               |
| Cilinderinhoud         | 494,7 cc of 492,7 cc                   | 494,7 cc of 492,7 cc                       | 494,2 cc                                                | 494,2 cc                                                | 494,2 cc                                                | 494,2 cc                                                | 494,2 cc                                    | 494,2 cc                                    | 494,2 cc                                    | 494,2 cc                                    | 494,2 cc                                    | 494,2 cc                                    | 494,2 cc                                    | 494,2 cc                                    | 494,2 cc                                    | 494,2 cc                                    | 494,2 cc                                    | 433,5 c                                                 | 500,1 cc                                                | 500,1 cc                                                | 500,1 cc                                                |               |
| Smeersysteem           | Wet-sump                               | Wet-sump                                   | Wet-sump                                                | Wet-sump                                                | Wet-sump                                                | Wet-sump                                                | Wet-sump                                    | Wet-sump                                    | Wet-sump                                    | Wet-sump                                    | Wet-sump                                    | Wet-sump                                    | Wet-sump                                    | Wet-sump                                    | Wet-sump                                    | Wet-sump                                    | Wet-sump                                    | Wet-sump                                                | Wet-sump                                                | Wet-sump                                                | Wet-sump                                                |               |
| Carburateurs           | 2 × Dell'Orto 28 mm                    | 2 × Dell'Orto 28 mm                        | 4 × Dell'Orto 28 of 29 mm (afhankelijk van het circuit) | 4 × Dell'Orto 28 of 29 mm (afhankelijk van het circuit) | 4 × Dell'Orto 28 of 29 mm (afhankelijk van het circuit) | 4 × Dell'Orto 28 of 29 mm (afhankelijk van het circuit) | 4 × Dell'Orto 29 mm                         | 4 × Dell'Orto 29 mm                         | 4 × Dell'Orto 29 mm                         | 4 × Dell'Orto 29 mm                         | 4 × Dell'Orto 29 mm                         | 4 × Dell'Orto 29 mm                         | 4 × Dell'Orto 29 mm                         | 4 × Dell'Orto 29 mm                         | 4 × Dell'Orto 29 mm                         | 4 × Dell'Orto 29 mm                         | 4 × Dell'Orto 29 mm                         | 4 × Dell'Orto 31 of 32 mm (afhankelijk van het circuit) | 4 × Dell'Orto 31 of 32 mm (afhankelijk van het circuit) | 4 × Dell'Orto 31 of 32 mm (afhankelijk van het circuit) | 4 × Dell'Orto 31 of 32 mm (afhankelijk van het circuit) |               |
| Max. Vermogen          | 37 kW/50 pk bij 9.000 tpm              | 37 kW/50 pk bij 9.000 tpm                  | 37 kW/50 pk bij 9.000 tpm                               | 37 kW/50 pk bij 9.000 tpm                               | 44 kW/60 pk bij 10.500 tpm                              | 44 kW/60 pk bij 10.500 tpm                              | 48 kW/65 pk bij 10.500 tpm                  | 51 kW/70 pk bij 10.500 à 11.000 tpm         | 51 kW/70 pk bij 10.500 à 11.000 tpm         | 51 kW/70 pk bij 10.500 à 11.000 tpm         | 51 kW/70 pk bij 10.500 à 11.000 tpm         | Onbekend                                    | Onbekend                                    | Onbekend                                    | Onbekend                                    | Onbekend                                    | 59 kW/80 pk bij 12.000 tpm                  | 59 kW/80 pk bij 14.000 tpm                              | 68 kW/92 pk bij 14.000 tpm                              | Onbekend                                                | 72 kW/98 pk bij 14.000 tpm                              |               |
| Topsnelheid (ca.)      | 195 km/h                               | 195 km/h                                   | 200 km/h                                                | 200 km/h                                                | 230 km/h                                                | 230 km/h                                                | 230 km/h                                    | 260 km/h                                    | 260 km/h                                    | 260 km/h                                    | 260 km/h                                    | Onbekend                                    | Onbekend                                    | Onbekend                                    | Onbekend                                    | Onbekend                                    | 270 km/h                                    | 285 km/h                                                | 285 km/h                                                | Onbekend                                                | 290 km/h                                                |               |
| Primaire aandrijving   | Tandwielen                             | Tandwielen                                 | Tandwielen                                              | Tandwielen                                              | Tandwielen                                              | Tandwielen                                              | Tandwielen                                  | Tandwielen                                  | Tandwielen                                  | Tandwielen                                  | Tandwielen                                  | Tandwielen                                  | Tandwielen                                  | Tandwielen                                  | Tandwielen                                  | Tandwielen                                  | Tandwielen                                  | Tandwielen                                              | Tandwielen                                              | Tandwielen                                              | Tandwielen                                              |               |
| koppeling              | Meervoudige natte platenkoppeling      | Meervoudige natte platenkoppeling          | Meervoudige natte platenkoppeling                       | Meervoudige natte platenkoppeling                       | Meervoudige natte platenkoppeling                       | Meervoudige natte platenkoppeling                       | Meervoudige natte platenkoppeling           | Meervoudige natte platenkoppeling           | Meervoudige natte platenkoppeling           | Meervoudige natte platenkoppeling           | Meervoudige natte platenkoppeling           | Meervoudige natte platenkoppeling           | Meervoudige natte platenkoppeling           | Meervoudige natte platenkoppeling           | Meervoudige natte platenkoppeling           | Meervoudige natte platenkoppeling           | Meervoudige natte platenkoppeling           | Meervoudige droge platenkoppeling                       | Meervoudige droge platenkoppeling                       | Meervoudige droge platenkoppeling                       | Meervoudige droge platenkoppeling                       |               |
| versnellingen          | 5                                      | 5                                          | 5                                                       | 5                                                       | 5                                                       | 5, 6 of 7 (afhankelijk van het circuit)                 | 5, 6 of 7 (afhankelijk van het circuit)     | 5, 6 of 7 (afhankelijk van het circuit)     | 5, 6 of 7 (afhankelijk van het circuit)     | 5, 6 of 7 (afhankelijk van het circuit)     | 5, 6 of 7 (afhankelijk van het circuit)     | 5, 6 of 7 (afhankelijk van het circuit)     | 5, 6 of 7 (afhankelijk van het circuit)     | 5, 6 of 7 (afhankelijk van het circuit)     | 5, 6 of 7 (afhankelijk van het circuit)     | 5, 6 of 7 (afhankelijk van het circuit)     | 5, 6 of 7 (afhankelijk van het circuit)     | 6                                                       | 6                                                       | 6                                                       | 6                                                       |               |
| Secundaire aandrijving | Cardan                                 | Cardan                                     | Ketting                                                 | Ketting                                                 | Ketting                                                 | Ketting                                                 | Ketting                                     | Ketting                                     | Ketting                                     | Ketting                                     | Ketting                                     | Ketting                                     | Ketting                                     | Ketting                                     | Ketting                                     | Ketting                                     | Ketting                                     | Ketting                                                 | Ketting                                                 | Ketting                                                 | Ketting                                                 |               |
| Rijwielgedeelte        | Dubbel wiegframe                       | Dubbel wiegframe                           | Dubbel wiegframe                                        | Dubbel wiegframe                                        | Dubbel wiegframe                                        | Dubbel wiegframe                                        | Dubbel wiegframe                            | Dubbel wiegframe                            | Dubbel wiegframe                            | Dubbel wiegframe                            | Dubbel wiegframe                            | Dubbel wiegframe                            | Dubbel wiegframe                            | Dubbel wiegframe                            | Dubbel wiegframe                            | Dubbel wiegframe                            | Dubbel wiegframe                            | Brugframe met dragende motor                            | Brugframe met dragende motor                            | Brugframe met dragende motor                            | Brugframe met dragende motor                            |               |
| Voorvork               | Trapeziumvork                          | Trapeziumvork en telescoopvork             | Earles voorvork                                         | Telescoopvork                                           | Telescoopvork                                           | Telescoopvork                                           | Telescoopvork                               | Telescoopvork                               | Telescoopvork                               | Telescoopvork                               | Telescoopvork                               | Telescoopvork                               | Telescoopvork                               | Telescoopvork                               | Telescoopvork                               | Telescoopvork                               | Telescoopvork                               | Telescoopvork                                           | Telescoopvork                                           | Telescoopvork                                           | Telescoopvork                                           |               |
| Achtervork             | Parallellogramconstructie              | Parallellogramconstructie                  | Swingarm                                                | Swingarm                                                | Swingarm                                                | Swingarm                                                | Swingarm                                    | Swingarm                                    | Swingarm                                    | Swingarm                                    | Swingarm                                    | Swingarm                                    | Swingarm                                    | Swingarm                                    | Swingarm                                    | Swingarm                                    | Swingarm                                    | Swingarm                                                | Swingarm                                                | Swingarm                                                | Swingarm                                                |               |
| Achtervering           | Torsievering met frictiedempers        | Torsievering met hydraulische schokdempers | Schroefvering met hydraulische schokdempers             | Schroefvering met hydraulische schokdempers             | Schroefvering met hydraulische schokdempers             | Schroefvering met hydraulische schokdempers             | Schroefvering met hydraulische schokdempers | Schroefvering met hydraulische schokdempers | Schroefvering met hydraulische schokdempers | Schroefvering met hydraulische schokdempers | Schroefvering met hydraulische schokdempers | Schroefvering met hydraulische schokdempers | Schroefvering met hydraulische schokdempers | Schroefvering met hydraulische schokdempers | Schroefvering met hydraulische schokdempers | Schroefvering met hydraulische schokdempers | Schroefvering met hydraulische schokdempers | Schroefvering met hydraulische schokdempers             | Schroefvering met hydraulische schokdempers             | Schroefvering met hydraulische schokdempers             | Schroefvering met hydraulische schokdempers             |               |
| Remmen                 | Trommelremmen                          | Trommelremmen                              | Trommelremmen                                           | Trommelremmen                                           | Trommelremmen                                           | Trommelremmen                                           | Trommelremmen                               | Trommelremmen                               | Trommelremmen                               | Trommelremmen                               | Trommelremmen                               | Trommelremmen                               | Trommelremmen                               | Trommelremmen                               | Trommelremmen                               | Trommelremmen                               | Trommelremmen                               | Schijfremmen                                            | Schijfremmen                                            | Schijfremmen                                            | Schijfremmen                                            |               |

## Technische gegevens MV Agusta 500 3C
| MV Agusta 500 3C       | 1966                                        | 1967                                        | 1968                                        | 1969                                        | 1970                                        | 1971                                        | 1972                                        |       |
| ---------------------- | ------------------------------------------- | ------------------------------------------- | ------------------------------------------- | ------------------------------------------- | ------------------------------------------- | ------------------------------------------- | ------------------------------------------- | ----- |
| Categorie              | Fabrieksracer                               | Fabrieksracer                               | Fabrieksracer                               | Fabrieksracer                               | Fabrieksracer                               | Fabrieksracer                               | Fabrieksracer                               |       |
| Motortype              | DOHC met vier kleppen per cilinder          | DOHC met vier kleppen per cilinder          | DOHC met vier kleppen per cilinder          | DOHC met vier kleppen per cilinder          | DOHC met vier kleppen per cilinder          | DOHC met vier kleppen per cilinder          | DOHC met vier kleppen per cilinder          |       |
| Bouwwijze              | Dwarsgeplaatste driecilinder lijnmotor      | Dwarsgeplaatste driecilinder lijnmotor      | Dwarsgeplaatste driecilinder lijnmotor      | Dwarsgeplaatste driecilinder lijnmotor      | Dwarsgeplaatste driecilinder lijnmotor      | Dwarsgeplaatste driecilinder lijnmotor      | Dwarsgeplaatste driecilinder lijnmotor      |       |
| Koeling                | Lucht                                       | Lucht                                       | Lucht                                       | Lucht                                       | Lucht                                       | Lucht                                       | Lucht                                       |       |
| boring                 | Onbekend                                    | 62 mm                                       | 62 mm                                       | 62 mm                                       | 62 mm                                       | 62 mm                                       | 62 mm                                       |       |
| slag                   | Onbekend                                    | 54 mm                                       | 54 mm                                       | 54 mm                                       | 54 mm                                       | 54 mm                                       | 54 mm                                       | 54 mm |
| Cilinderinhoud         | ca. 420 cc                                  | 489,1 cc                                    | 489,1 cc                                    | 489,1 cc                                    | 489,1 cc                                    | 489,1 cc                                    | 489,1 cc                                    |       |
| Smeersysteem           | Wet-sump                                    | Wet-sump                                    | Wet-sump                                    | Wet-sump                                    | Wet-sump                                    | Wet-sump                                    | Wet-sump                                    |       |
| Carburateurs           | Onbekend                                    | Onbekend                                    | Onbekend                                    | Onbekend                                    | Onbekend                                    | Onbekend                                    | Onbekend                                    |       |
| Max. Vermogen          | Onbekend                                    | 56 kW/76 pk bij 11.500 tpm                  | Onbekend                                    | 62,5 kW/85 pk bij 12.500 tpm                | 62,5 kW/85 pk bij 12.500 tpm                | 62,5 kW/85 pk bij 12.500 tpm                | 62,5 kW/85 pk bij 12.500 tpm                |       |
| Topsnelheid (ca.)      | 240 km/h                                    | 240 km/h                                    | 240 km/h                                    | 240 km/h                                    | 240 km/h                                    | 240 km/h                                    | 240 km/h                                    |       |
| Primaire aandrijving   | Tandwielen                                  | Tandwielen                                  | Tandwielen                                  | Tandwielen                                  | Tandwielen                                  | Tandwielen                                  | Tandwielen                                  |       |
| koppeling              | Meervoudige droge platenkoppeling           | Meervoudige droge platenkoppeling           | Meervoudige droge platenkoppeling           | Meervoudige droge platenkoppeling           | Meervoudige droge platenkoppeling           | Meervoudige droge platenkoppeling           | Meervoudige droge platenkoppeling           |       |
| versnellingen          | 7                                           | 7                                           | 7                                           | 6                                           | 6                                           | 6                                           | 6                                           | 6     |
| Secundaire aandrijving | Ketting                                     | Ketting                                     | Ketting                                     | Ketting                                     | Ketting                                     | Ketting                                     | Ketting                                     |       |
| Rijwielgedeelte        | Dubbel wiegframe                            | Dubbel wiegframe                            | Dubbel wiegframe                            | Dubbel wiegframe                            | Dubbel wiegframe                            | Dubbel wiegframe                            | Dubbel wiegframe                            |       |
| Voorvork               | Telescoopvork                               | Telescoopvork                               | Telescoopvork                               | Telescoopvork                               | Telescoopvork                               | Telescoopvork                               | Telescoopvork                               |       |
| Achtervork             | Swingarm                                    | Swingarm                                    | Swingarm                                    | Swingarm                                    | Swingarm                                    | Swingarm                                    | Swingarm                                    |       |
| Achtervering           | Schroefvering met hydraulische schokdempers | Schroefvering met hydraulische schokdempers | Schroefvering met hydraulische schokdempers | Schroefvering met hydraulische schokdempers | Schroefvering met hydraulische schokdempers | Schroefvering met hydraulische schokdempers | Schroefvering met hydraulische schokdempers |       |
| Remmen                 | Trommelremmen                               | Trommelremmen                               | Trommelremmen                               | Trommelremmen                               | Trommelremmen                               | Trommelremmen                               | Trommelremmen                               |       |

## Technische gegevens MV Agusta prototypen
| MV Agusta              | 500 6C                                      | 500 4C Boxer                                |
| ---------------------- | ------------------------------------------- | ------------------------------------------- |
| Periode                | 1957-1958                                   | 1975-1976                                   |
| Categorie              | Prototype                                   | Prototype                                   |
| Motortype              | DOHC met twee kleppen per cilinder          | DOHC met vier kleppen per cilinder          |
| Bouwwijze              | Dwarsgeplaatste zescilinder lijnmotor       | Dwarsgeplaatste viercilinder boxermotor     |
| Koeling                | Lucht                                       | Water                                       |
| boring                 | 48 mm                                       | 57 mm                                       |
| slag                   | 46 mm                                       | 49 mm                                       |
| Cilinderinhoud         | 499,4 cc                                    | 500,1 cc                                    |
| Smeersysteem           | Wet-sump                                    | Wet-sump                                    |
| Carburateurs           | Onbekend                                    | Onbekend                                    |
| Max. Vermogen          | 55 kW/75 pk bij 15.000 tpm                  | 78-79 kW/106-108 pk                         |
| Topsnelheid (ca.)      | 240 km/h                                    | Onbekend                                    |
| Primaire aandrijving   | Tandwielen                                  | Tandwielen                                  |
| koppeling              | Meervoudige natte platenkoppeling           | Meervoudige droge platenkoppeling           |
| versnellingen          | 7                                           | 6                                           |
| Secundaire aandrijving | Ketting                                     | Ketting                                     |
| Rijwielgedeelte        | Dubbel wiegframe                            | Brugframe                                   |
| Voorvork               | Telescoopvork                               | Telescoopvork                               |
| Achtervork             | Swingarm                                    | Swingarm                                    |
| Achtervering           | Schroefvering met hydraulische schokdempers | Schroefvering met hydraulische schokdempers |
| Remmen                 | Trommelremmen                               | Schijfremmen                                |